# Jordi Mitjà
Jordi Mitjà (Figueres, 22 de maig de 1970) és un artista empordanès que ha realitzat residències a Ciutat de Mèxic i a São Paulo. El seu treball, formalment heterogeni, es mou en els territoris de l'arxiu, la compilació i l'apropiació per parlar de problemàtiques socials o qüestionar aspectes sobre l'individu i l'art. Se li ha dedicat una exposició a l'Espai 13 de la Fundació Joan Miró, i ha participat en les exposicions inaugurals del Bòlit Centre d'Art Contemporani de Girona i del Canòdrom de la Meridiana de Barcelona; i la seva obra es troba en col·leccions públiques com el Museu de l'Empordà, la mediateca de la Fundació "la Caixa", o el Centro Galego de Arte Contemporánea, entre d'altres.

## Biografia
Mitjà va graduar-se en pintura l'any 1994 a l'Escola d'Art d'Olot. Posteriorment, entre 1994 i 1996, va cursar estudis d'escenografia a l'Institut del Teatre, que abandonà per cursar un màster d'arquitectura efímera a la Universitat Politècnica de Catalunya. En aquella època, Mitjà realitzava accions properes a l'arte povera, però a partir de mitjans dels anys noranta del segle xx, la seva activitat artísticaprengué un impuls important. Cal destacar diversos treballs i iniciatives, com l'organització compartide de l'exposició Empordà, terra d'autistes (1996), punt de partida de la Plataforma Empordanesa d'Art Contemporani (PEAC). També cal mencionar la seva participació en dues intervencions a La Ciutat de les Paraules, organitzada pel MACBA amb la intenció de convertir el barri del Raval de Barcelona en un poema visual.
L'any 2000 va traslladar-se a Cuba, on va treballar amb Wilfredo Prieto i James Bonachea a l'Instituto Superior del Arte de l'Havana durant un mes, i l'any 2002, gràcies a una beca de la Generalitat de Catalunya, va dur a terme un projecte a Ciutat de Mèxic. Posteriorment, entre 2005 i 2007, fou un dels artistes residents d'Hangar, el centre de producció d'arts visuals de Barcelona. El 2005 també va rebre la beca d'arts visuals d'Olot, amb la qual va realitzar un assaig fílmic titulat Concèntric. Poble petit, infern gegant. L'any següent va ser el dipositari de l'ajut a la creació Ciutat de Girona i va editar enBlanc: reedició d'un periòdic local. Finalment, l'any 2007 va tornar a Mèxic per rodar F de Frontera, un projecte finançat gràcies a una beca per a projectes de recerca i creació de la Generalitat de Catalunya.
Més recentment, destaca la instal·lació Monument. Lladres de filferro, realitzada a finals de 2012 per l'Espai 13 de la Fundació Joan Miró de Barcelona.

## Monument. Lladres de filferro (2012)
Monument. Lladres de filferro és una instal·lació que Mitjà va crear expressament per l'Espai 13 de la Fundació Joan Miró de Barcelona, en el marc del cicle Perplexitat, comissariat per David Armengol. La instal·lació, que combinava l'art marginal, els rituals de la cultura popular i l'escultura catalana del segle xx, era un espai de treball i espai expositiu alhora, que va anar evolucionant al llarg del temps que fou visitable. L'artista va partir del recent enderroc del parc i les cabanes de Can Sis Rals d'Argelaguer (La Garrotxa), obra de Josep Pujiula, per crear un espai dins el mateix Espai 13 a mig camí entre l'homenatge a Pujiula i la identificació de Mitjà amb aquest, sense renunciar a la seva pròpia peculiaritat artística, sense cinismes, ironies o reivindicacions buides.
Inspirant-se en les construccions efímeres i marginals, a mig camí entre l'arquitectura i l'escultura, Mitjà va crear un escenari dividit en tres entorns: un mur de maons de construcció artesanal, una tarima de fusta i un espai aïllat i inaccessible per al públic. La tarima, de factura tosca però practicable pel públic, dominava l'espai, i s'hi acumulaven escultures, que evocaven i s'erigien en l'eco de les obres de Pujiula a Argelaguer. Aquestes escultures eren obres acabades i contrastaven amb altres obres disposades en altres espais de la sala, que estaven inacabades i sobre les quals l'artista hi va anar treballant —en un espai pensat com un petit taller que es podia veure però al qual no s'hi podia accedir perquè uns troncs tallaven el pas— durant els dos mesos que la mostra va estar oberta al públic, de tal manera que el projecte va estar en constant evolució.

## Exposicions rellevants
- 2013 - The Expulsion of Paradis, Galeria Cànem[12]
- 2012 - Monument. Lladres de filferro, Espai 13, Fundació Joan Miró[8]
- 2010 - El Geni de les Coses (col·lectiva itinerant: Oficina d'Arts visuals de la Diputació de Barcelona[13]
- 2010 - De Flâneur, Museu de l'Empordà[14]
- 2009 - Provenances Galeria Uberto di Marino (Nàpols)[13]
- 2008-2009 - En construcció. Receptes des de la carència (Bòlit Girona)[13]
- 2006-2007 - Concèntric. poble petit, infern gegant (Espai Zero1, Olot)[13]